# Namwon-dong
Namwon-dong (koreanska: 남원동) är en stadsdel i staden Sangju i provinsen Norra Gyeongsang i den centrala delen av Sydkorea, 170 km sydost om huvudstaden Seoul.